# Aoplus madeirae
Aoplus madeirae là một loài tò vò trong họ Ichneumonidae.